# Olympische Sommerspiele 2020/Teilnehmer (Tonga)
| Gelbes Symbol für Goldmedaillen mit stilisierten Olympischen Ringen | Graues Symbol für Silbermedaillen mit stilisierten Olympischen Ringen | Braundes Symbol für Bronzemedaillen mit stilisierten Olympischen Ringen |
| ------------------------------------------------------------------- | --------------------------------------------------------------------- | ----------------------------------------------------------------------- |
| —                                                                   | —                                                                     | —                                                                       |

Tonga nahm an den Olympischen Spielen 2020 in Tokio teil. Es war die insgesamt zehnte Teilnahme an Olympischen Sommerspielen. Das Tonga Sports Association and National Olympic Committee nominierte sechs Athleten in vier Sportarten.

## Teilnehmer nach Sportarten

### Gewichtheben
| Athleten        | Wettbewerb                    | Reißen  | Reißen | Stoßen  | Stoßen | Zweikampf | Zweikampf | Rang |
| Athleten        | Wettbewerb                    | Gewicht | Rang   | Gewicht | Rang   | Gewicht   | Rang      | Rang |
| --------------- | ----------------------------- | ------- | ------ | ------- | ------ | --------- | --------- | ---- |
| Frauen          |                               |         |        |         |        |           |           |      |
| Kuinini Manumua | Superschwergewicht über 87 kg | 103 kg  | 8      | 125 kg  | 9      | 228 kg    | 8         | 8    |

### Leichtathletik
Laufen und Gehen
| Athleten        | Wettbewerb | Vorlauf | Vorlauf | Runde 1       | Runde 1       | Halbfinale    | Halbfinale    | Finale        | Finale        | Rang |
| Athleten        | Wettbewerb | Zeit    | Rang    | Zeit          | Rang          | Zeit          | Rang          | Zeit          | Rang          | Rang |
| --------------- | ---------- | ------- | ------- | ------------- | ------------- | ------------- | ------------- | ------------- | ------------- | ---- |
| Männer          |            |         |         |               |               |               |               |               |               |      |
| Ronald Fotofili | 100 m      | 11,19 s | 8       | ausgeschieden | ausgeschieden | ausgeschieden | ausgeschieden | ausgeschieden | ausgeschieden | 65   |

### Schwimmen
| Athleten    | Wettbewerb    | Vorlauf         | Vorlauf         | Halbfinale    | Halbfinale    | Finale        | Finale        | Rang |
| Athleten    | Wettbewerb    | Zeit            | Rang            | Zeit          | Rang          | Zeit          | Rang          | Rang |
| ----------- | ------------- | --------------- | --------------- | ------------- | ------------- | ------------- | ------------- | ---- |
| Frauen      |               |                 |                 |               |               |               |               |      |
| Noelani Day | 50 m Freistil | 29,06 s         | 63              | ausgeschieden | ausgeschieden | ausgeschieden | ausgeschieden | 63   |
| Männer      |               |                 |                 |               |               |               |               |      |
| Amini Fonua | 100 m Brust   | disqualifiziert | disqualifiziert | ausgeschieden | ausgeschieden | ausgeschieden | ausgeschieden | DQ   |

### Taekwondo
| Athleten        | Wettbewerb | Achtelfinale | Achtelfinale | Viertelfinale | Viertelfinale | Hoffnungsrunde Halbfinale | Hoffnungsrunde Halbfinale | Halbfinale    | Halbfinale    | Hoffnungsrunde Finale | Hoffnungsrunde Finale | Finale        | Finale        | Rang |
| Athleten        | Wettbewerb | Gegner       | Ergebnis     | Gegner        | Ergebnis      | Gegner                    | Ergebnis                  | Gegner        | Ergebnis      | Gegner                | Ergebnis              | Gegner        | Ergebnis      | Rang |
| --------------- | ---------- | ------------ | ------------ | ------------- | ------------- | ------------------------- | ------------------------- | ------------- | ------------- | --------------------- | --------------------- | ------------- | ------------- | ---- |
| Frauen          |            |              |              |               |               |                           |                           |               |               |                       |                       |               |               |      |
| Malia Paseka    | bis 67 kg  | L. Williams  | RSC          | ausgeschieden | ausgeschieden | H. Wahba                  | 0:19                      | ausgeschieden | ausgeschieden | ausgeschieden         | ausgeschieden         | ausgeschieden | ausgeschieden | 7    |
| Männer          |            |              |              |               |               |                           |                           |               |               |                       |                       |               |               |      |
| Pita Taufatofua | über 80 kg | W. Larin     | 3:24         | ausgeschieden | ausgeschieden | I. Trajkovič              | 1:21                      | ausgeschieden | ausgeschieden | ausgeschieden         | ausgeschieden         | ausgeschieden | ausgeschieden | 7    |